# Pedro Díez Gil
Pedro Díez Gil fue un sacerdote escolapio y profesor español que nació en la localidad burgalesa de Pampliega el 14 de abril de 1913 y falleció en Zaragoza el 14 de enero de 1983. Es considerado venerable por la Iglesia católica.

## Biografía
Fue alumno del colegio de las Escuelas Pías de Tolosa. Desarrolló casi toda su vida religiosa dedicada a los párvulos en el colegio de Santo Tomás de Aquino de las Escuelas Pías de Zaragoza y cuya causa está en estudio en el Vaticano para conseguir la canonización por la Iglesia católica. El 30 de abril de 1973 se aprobó la orden ministerial que, firmada el 2 de mayo por el ministro de Trabajo, le concedía la Medalla al Mérito en el Trabajo en su categoría de Plata. Junto al padre Joaquín Erviti Lazcano, también en proceso de canonización, fueron autores del libro de iniciación a la lectura Chiquitín que se estuvo editando desde 1947 hasta 1977 y que sirvió de apoyo tanto en colegios públicos como privados en España y en países de Latinoamérica. 
Tiene dedicada una pequeña plaza en la ciudad de Zaragoza junto al colegio donde ejerció como maestro durante 45 años.
En 1989 se inició el proceso de canonización y la positio super virtutibus está fechada el 11 de enero de 2001. Su cuerpo incorrupto descansa bajo el altar de la Virgen del Pilar en la iglesia de Santo Tomás de Aquino (Zaragoza). El 20 de mayo de 2023, el papa Francisco lo declaró venerable.